# Lesperon
Lesperon – miejscowość i gmina we Francji, w regionie Nowa Akwitania, w departamencie Landy.
Według danych na rok 1990 gminę zamieszkiwało 996 osób, a gęstość zaludnienia wynosiła 10 osób/km² (wśród 2290 gmin Akwitanii Lesperon plasuje się na 430. miejscu pod względem liczby ludności, natomiast pod względem powierzchni na miejscu 36.).